# Thiên hoàng Yōmei
Thiên hoàng Dụng Minh (用明天皇 (Dụng Minh Thiên hoàng)/ ようめいてんのう Yōmei-tennō, 12 tháng 10, 540 – 21 tháng 5, 587) là vị Thiên hoàng thứ 31 của Nhật Bản, theo Danh sách Thiên hoàng truyền thống.
Ông trị quốc từ năm 585 đến năm 587, tổng cộng 2 năm.

## Cuộc đời
Theo Nhật Bản Thư Kỷ, húy của ông là Tachibana no Toyohi no Mikoto (橘豊日尊, Quất Phong Nhật Mệnh). Ngoài ra, ông cũng được gọi là Đại Huynh hoàng tử (大兄皇子, Ōe no Miko) hay Trì Biên hoàng tử (池辺皇子, Ikebe no Miko) theo tên cung điện mà ông ở. Ông lên kế ngôi sau khi người anh cùng cha khác mẹ là Mẫn Đạt Thiên hoàng băng hà.
Những viên quan nổi bật trong triều đình Mẫn Đạt Thiên hoàng, Mononobe no Moriya và Soga no Umako, tiếp tục làm quan dưới triều Dụng Minh Thiên hoàng. Đại thần Umako là con trai của Sogo Iname no Sukune, vì thế Umako cũng là người anh em họ của Thiên hoàng. Khi trị vì, cung điện của ông đặt tại Bàn Dư Trì Biên Song Quy cung (磐余池邊雙槻宮).
Thời gian này, vua Bách Tế Uy Đức vương của Bách Tế đã cử các phái đoàn Phật giáo khác nhau đến Yamato Nhật Bản để bang giao.
Dụng Minh Thiên hoàng chỉ cai trị gần được 2 năm. Ông băng hà vào ngày 21 tháng 5 năm 587 hưởng dương 46 tuổi (còn chưa biết có chính xác hay không) và được mai táng ở Hà Nội Ki Trường lăng (河內磯長陵).

## Phả hệ
Dụng Minh Thiên hoàng là con thứ tư của Khâm Minh Thiên hoàng và Kiên Diêm viện (堅塩媛, きたしひめ), con gái của Soga no Iname.
- Hoàng hậu: Huyệt Tuệ Bộ Gian Nhân hoàng nữ (穴穂部間人皇女), con gái của Khâm Minh Thiên hoàng và Tiểu Tỉ quân (小姊君, おあねのきみ), một người con khác của Soga no Iname và là em gái của Kiên Diêm viện. 
  - Hoàng tử Umayado (厩戸皇子, うまやどみこ), được biết với thụy hiệu Thánh Đức Thái tử (聖徳太子)[7].
  - Hoàng tử Kume (来目皇子, くめのみこ).
  - Hoàng tử Yeguri (殖栗皇子, えぐりのみこ).
  - Hoàng tử Mamuta (茨田皇子, まんだのみこ).
- Phi: Thạch Thốn Danh (石寸名, いしきな), con gái của Soga no Iname:
  - Hoàng tử Tame (田目皇子, ためのみこ).
- Phi: Quảng Tử (廣子), con gái của Ktsuraki no Atahe:
  - Hoàng tử Maroko (当麻皇子, たいまのみこ).
  - Hoàng nữ Nukadehime, Tạc Hương Thủ Cơ hoàng nữ (酢香手姫皇女, すかてひめのひめみこ).